# Candy and a Currant Bun
«Candy and a Currant Bun» és la cara-B del primer senzill del grup britànic de rock psicodèlic Pink Floyd, «Arnold Layne», editat poc després de firmar el contracte amb la discogràfica EMI.
El seu contingut líric és sobre drogues i sexe casual. Va ser escrit per Syd Barrett, un dels cofundadors del grup, i líder original.

## Canvi en la lletra
Quan es va interpretar en viu el 1967, la cançó era coneguda com a «Let's Roll Another One» i contenia la línia "I'm high – Don't try to spoil my fun", però la companyia discogràfica va forçar Syd Barrett a reescriure-la, a suggeriment de Roger Waters, sense la controvertida referència a les drogues.

## Recepció i crítica
Quan el recopilatori Relics  es va publicar el 1971, el crític Dave Marsh va escriure a Creem que esperava que «Candy and a Bun Currant» hi fos, cosa que no va passar. La seva revisió de l'àlbums estava en gran part formada per un panegíric a aquesta pista que faltava, escrivint en part que "És simplement el single definitiu del rock'n'roll britànic de 1967. També és únicament potent, com un dels dos o tres primers 45s de The Who, el tipus que envia calfreds que recorren amunt i avall de la columna vertebral, i et fan escoltar-la una vegada i una altra.
| «            | Unlike the Pink Floyd's later work, 'Candy And A Currant Bun' never ditches rock'n'roll for space music, but it does manage to give something of the sense of multi-galactic perspective that the best of Pink Floyd's (read Syd Barrett's) music has had. | » |
| — Dave Marsh | |   |

## La versió de The Mars Volta
La versió de Mars Volta de "Candy and a Currant Bun" es va publicar en algunes botigues indie nord-americanes com a VinylDisc de 5" gratis el 2008. Es regalava amb la compra de l'àlbum The Bedlam a Goliat. El VinylDisc era un format experimental que contenia un costat digital i un costat de vinil, un costat que reproduïa en un reproductor de CD, mentre que l'altre costat que reprodïa en una placa giratòria. El costat de vinil conté la portada Pink Floyd "Candy and a Currant Bun ", mentre que el costat del CD conté la pista d'àudio per a " Candy and a Currant Bun ", així com el vídeo Wax Simulacra com a contingut millorat. També inclou un cargol d'espuma extraïble per canviar entre CD i vinil.
El tema va ser un tema extra dels àlbums del Regne Unit i dels Australasians.

## Crèdits
- Syd Barrett – guitarra, veu principal
- Roger Waters – baix, crits
- Richard Wright – Farfisa, cors
- Nick Mason – bateria, veu parlada